# Représentations diplomatiques de la Syrie

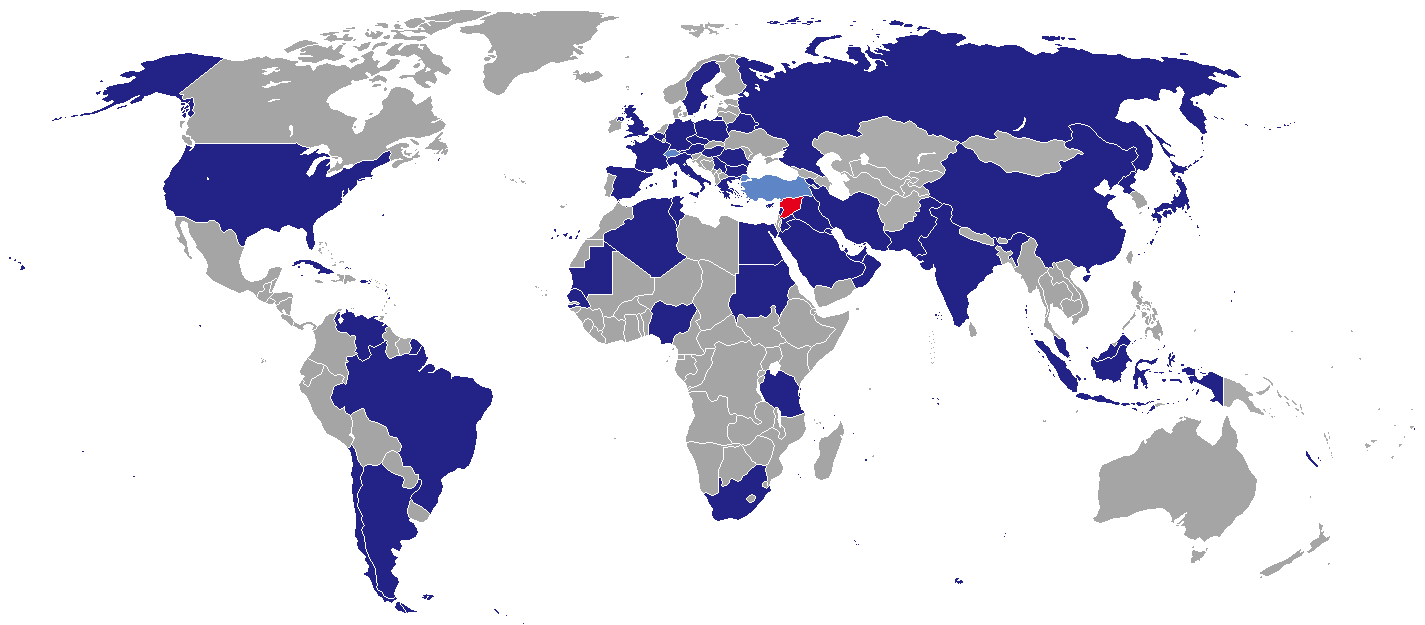
Carte des représentations diplomatiques de la Syrie.

Ceci est une liste des représentations diplomatiques de la Syrie, sans compter les consulats honoraires.

## Afrique
- Afrique du Sud
  - Pretoria (ambassade)
- Algérie
  - Alger (ambassade)
- Égypte
  - Le Caire (ambassade)
- Mauritanie
  - Nouakchott (ambassade)
- Nigeria
  - Abuja (ambassade)
- Sénégal
  - Dakar (ambassade)
- Soudan
  - Khartoum (ambassade)
- Tanzanie
  - Dar es Salaam (ambassade)
- Tunisie
  - Tunis (ambassade)

## Amériques
- Argentine
  - Buenos Aires (ambassade)
- Brésil
  - Brasília (ambassade)
  - São Paulo (consulat général)
- Chili
  - Santiago du Chili (ambassade)
- Cuba
  - La Havane (ambassade)
- Venezuela
  - Caracas (ambassade)

## Asie
- Arabie saoudite
  - Riyad (ambassade)
- Arménie
  - Erevan (ambassade)
- Bahreïn
  - Manama (ambassade)
- Chine
  - Pékin (ambassade)
- Corée du Nord
  - Pyongyang (ambassade)
- Émirats arabes unis
  - Abou Dabi (ambassade)
  - Dubaï (consulat général)
- Inde
  - New Delhi (ambassade)
- Indonésie
  - Jakarta (ambassade)
- Irak
  - Bagdad (ambassade)
- Iran
  - Téhéran (ambassade)
- Japon
  - Tokyo (ambassade)
- Jordanie
  - Amman (ambassade)
- Koweït
  - Koweït ville (ambassade)
- Liban
  - Beyrouth (ambassade)
- Malaisie
  - Kuala Lumpur (ambassade)
- Oman
  - Mascate (ambassade)
- Pakistan
  - Islamabad (ambassade)
- Turquie
  - Istanbul (consulat général)

## Europe
- Allemagne
  - Berlin (ambassade)
- Autriche
  - Vienne (ambassade)
- Belgique
  - Bruxelles (ambassade)
- Biélorussie
  - Minsk (ambassade)
- Bulgarie
  - Sofia (ambassade)
- Chypre
  - Nicosie (ambassade)
- Espagne
  - Madrid (ambassade)
- France
  - Paris (ambassade)
- Grèce
  - Athènes (ambassade)
- Hongrie
  - Budapest (ambassade)
- Italie
  - Rome (ambassade)
- Pologne
  - Varsovie (ambassade)
- République tchèque
  - Prague (ambassade)
- Roumanie
  - Bucarest (ambassade)
- Russie
  - Moscou (ambassade)
- Serbie
  - Belgrade (ambassade)
- Suède
  - Stockholm (ambassade)
- Suisse
  - Genève (consulat général)

## Organisations multilatérales
- Bruxelles (mission auprès de l'Union européenne)
- Le Caire (mission permanente auprès de la Ligue arabe)
- Genève (missions permanentes auprès des Nations unies et d'autres organisations internationales)
- New York (mission permanente auprès de l'Organisation des Nations unies, sert également d'ambassade de la République arabe syrienne aux États-Unis)
- Paris (missions permanentes auprès de l'UNESCO)
- Vienne (mission permanente auprès de l'Organisation des Nations unies)

## Galerie

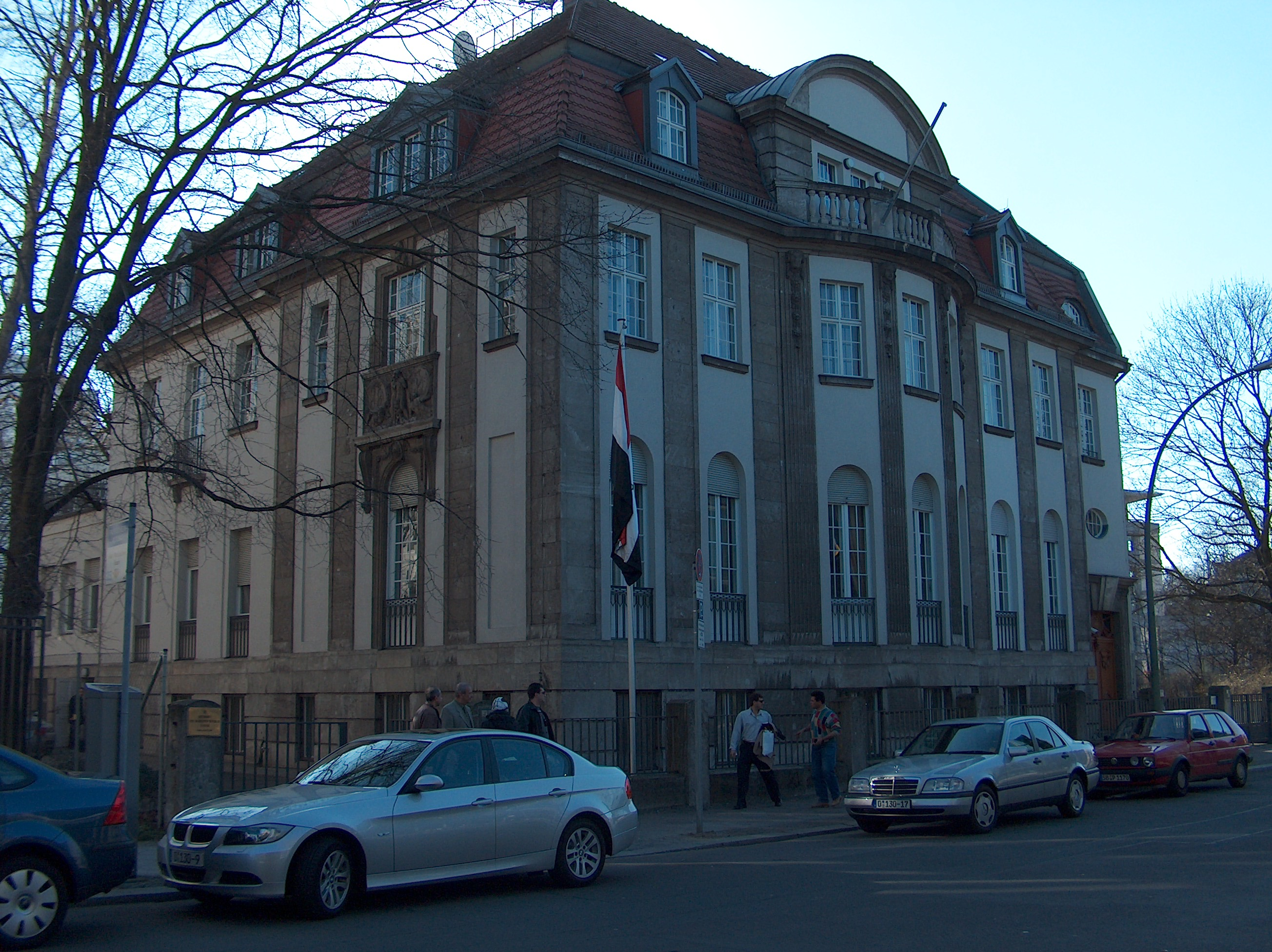
Ambassade à Berlin.
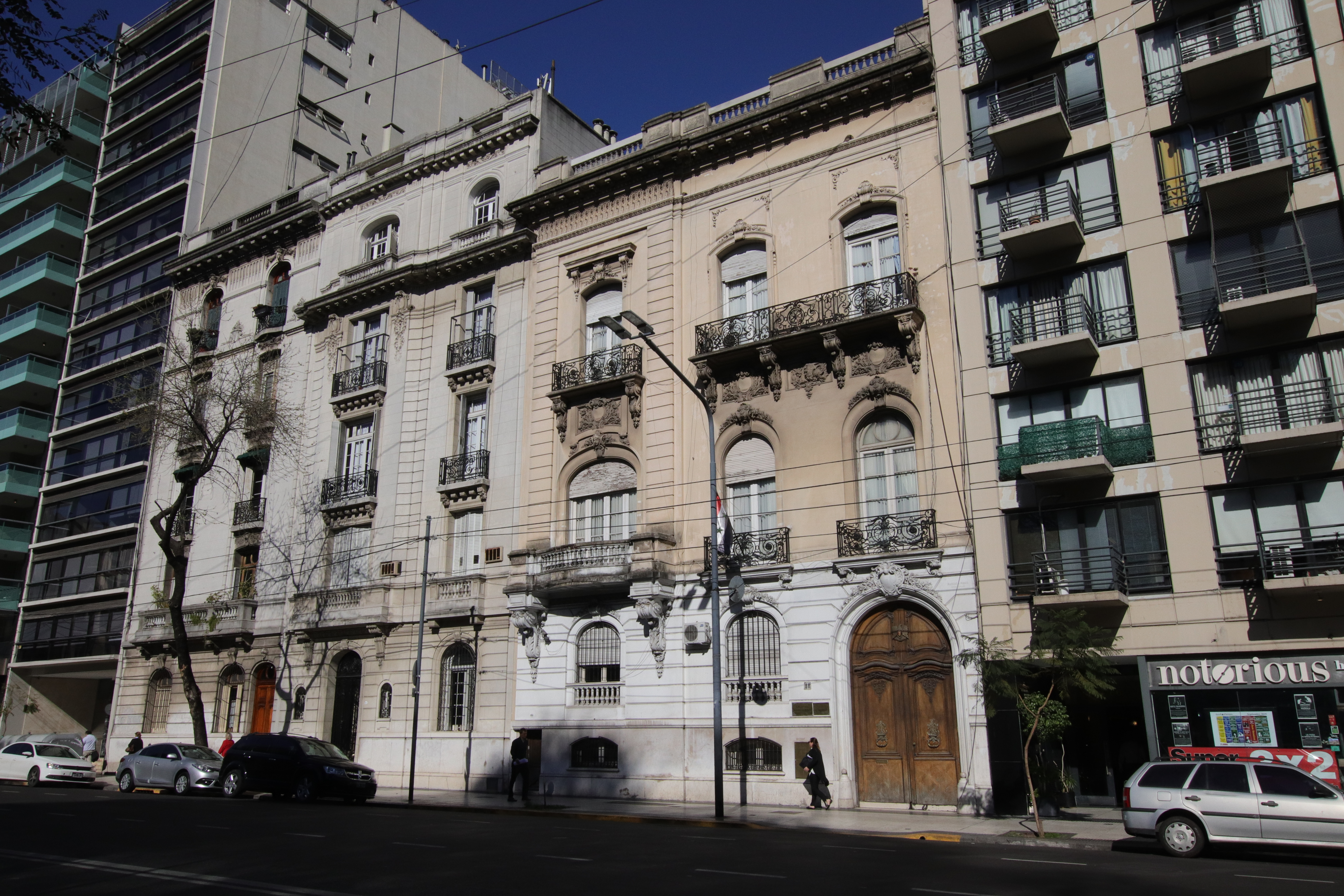
Ambassade à Buenos Aires.
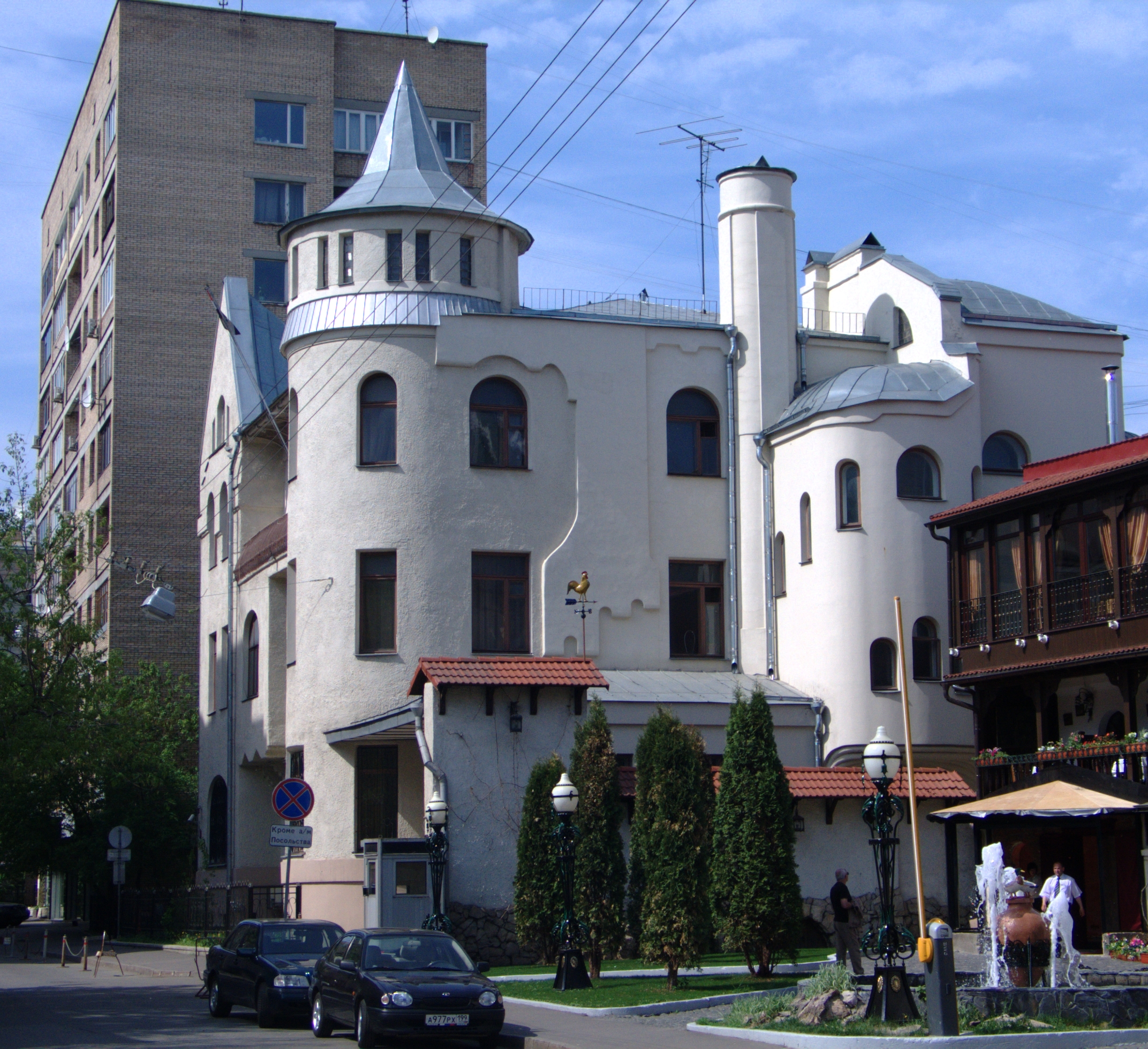
Ambassade à Moscou.
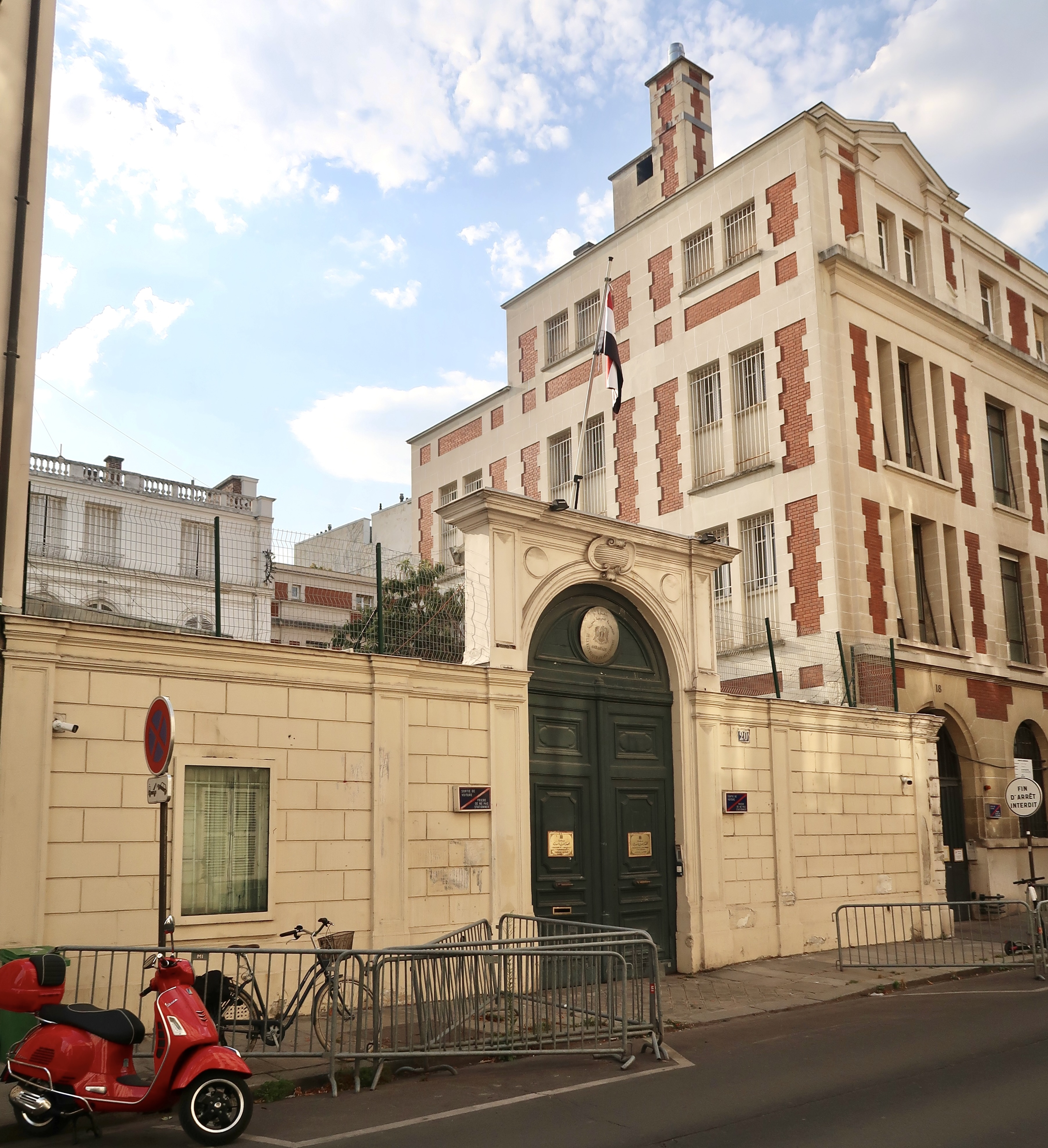
Ambassade à Paris.
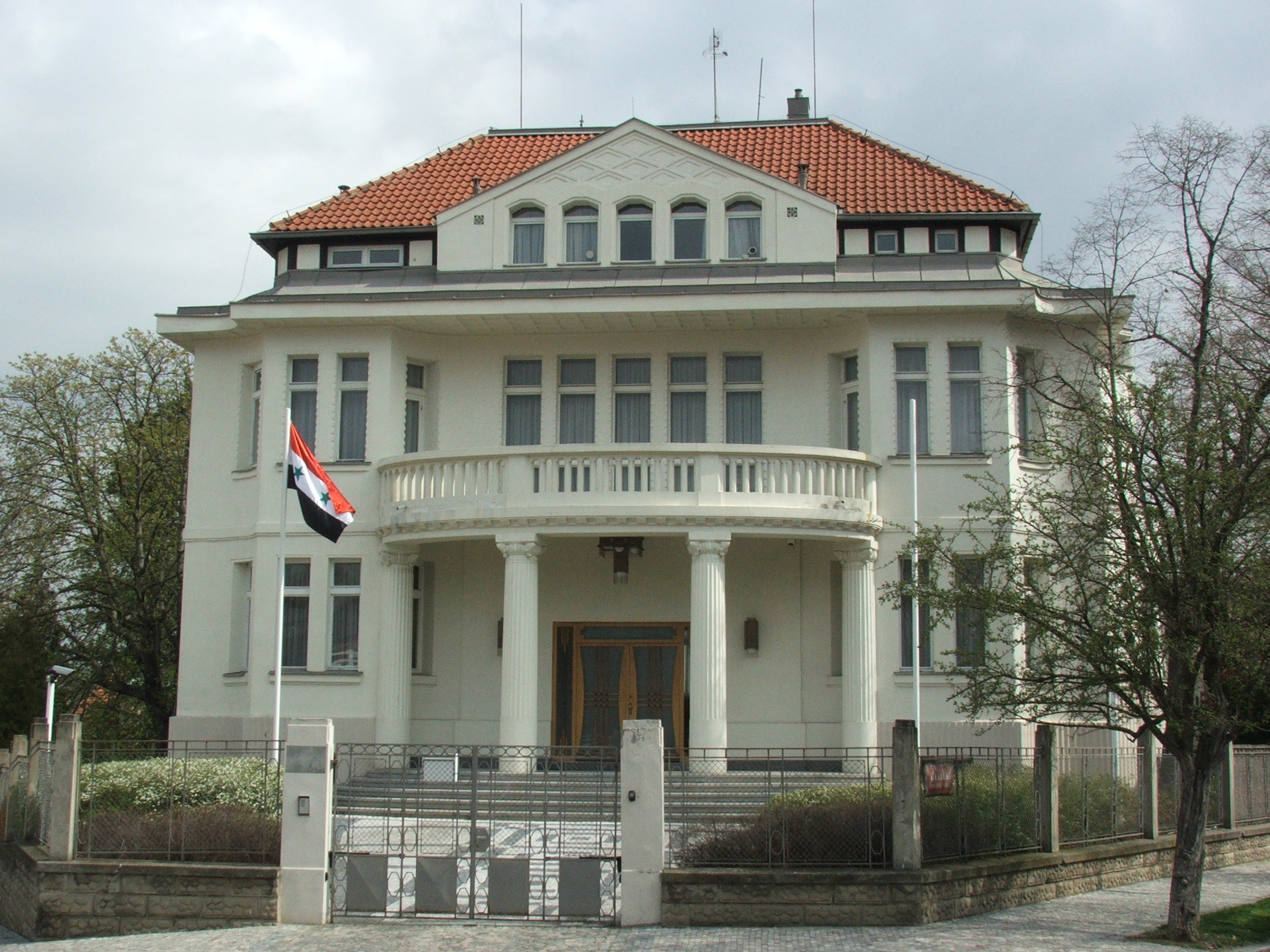
Ambassade à Prague.
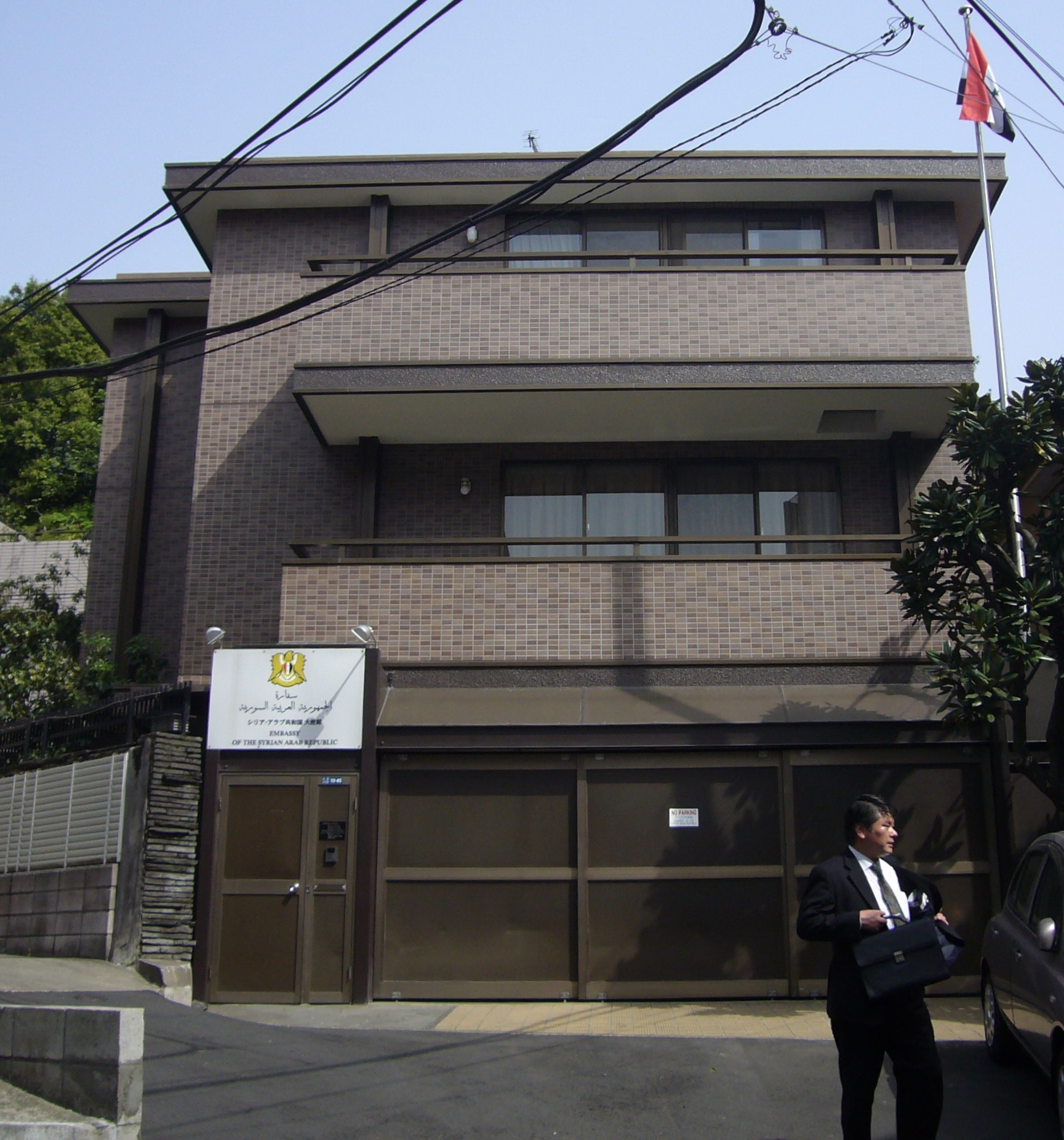
Ambassade à Tokyo.
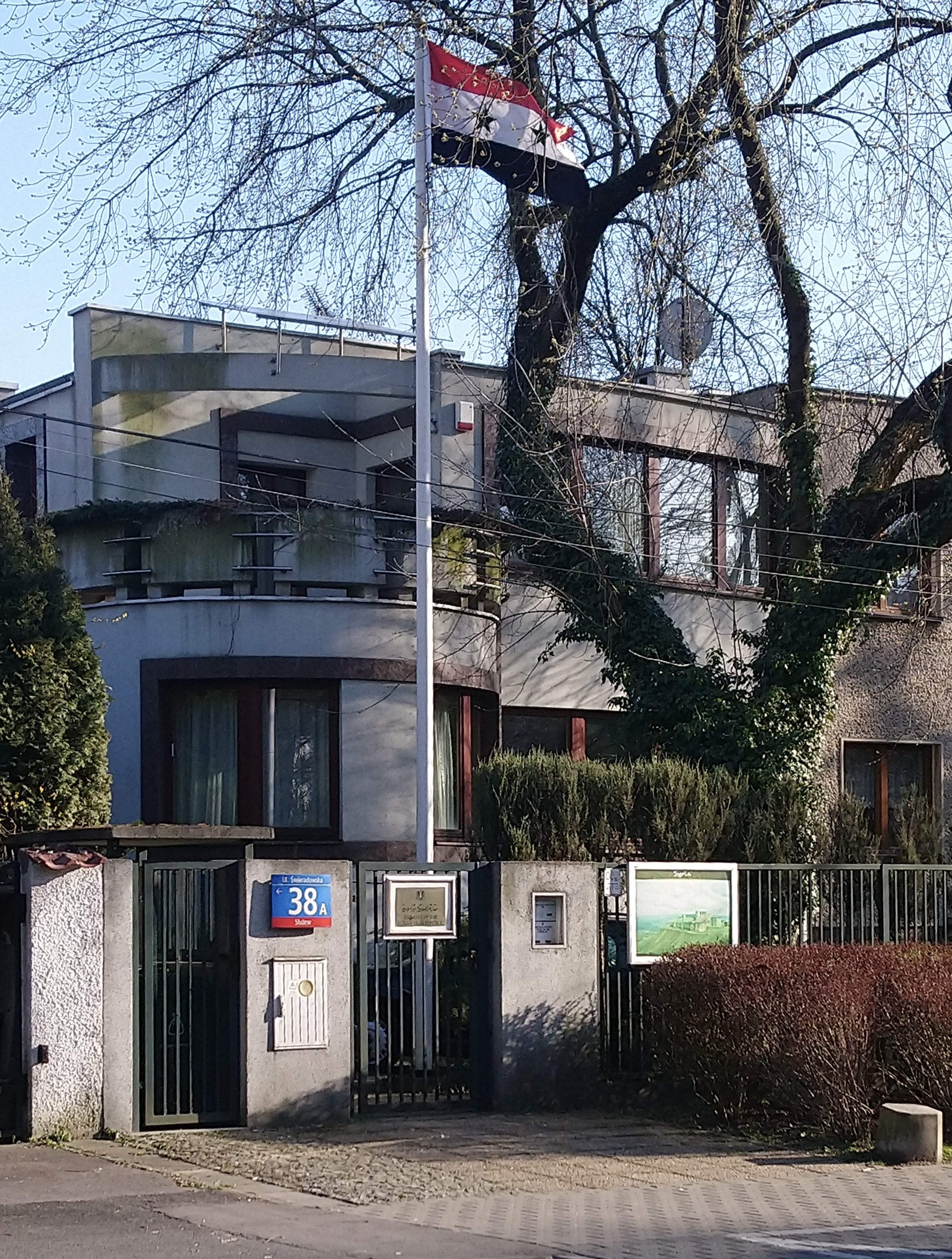
Ambassade à Varsovie.